# Brad Richards

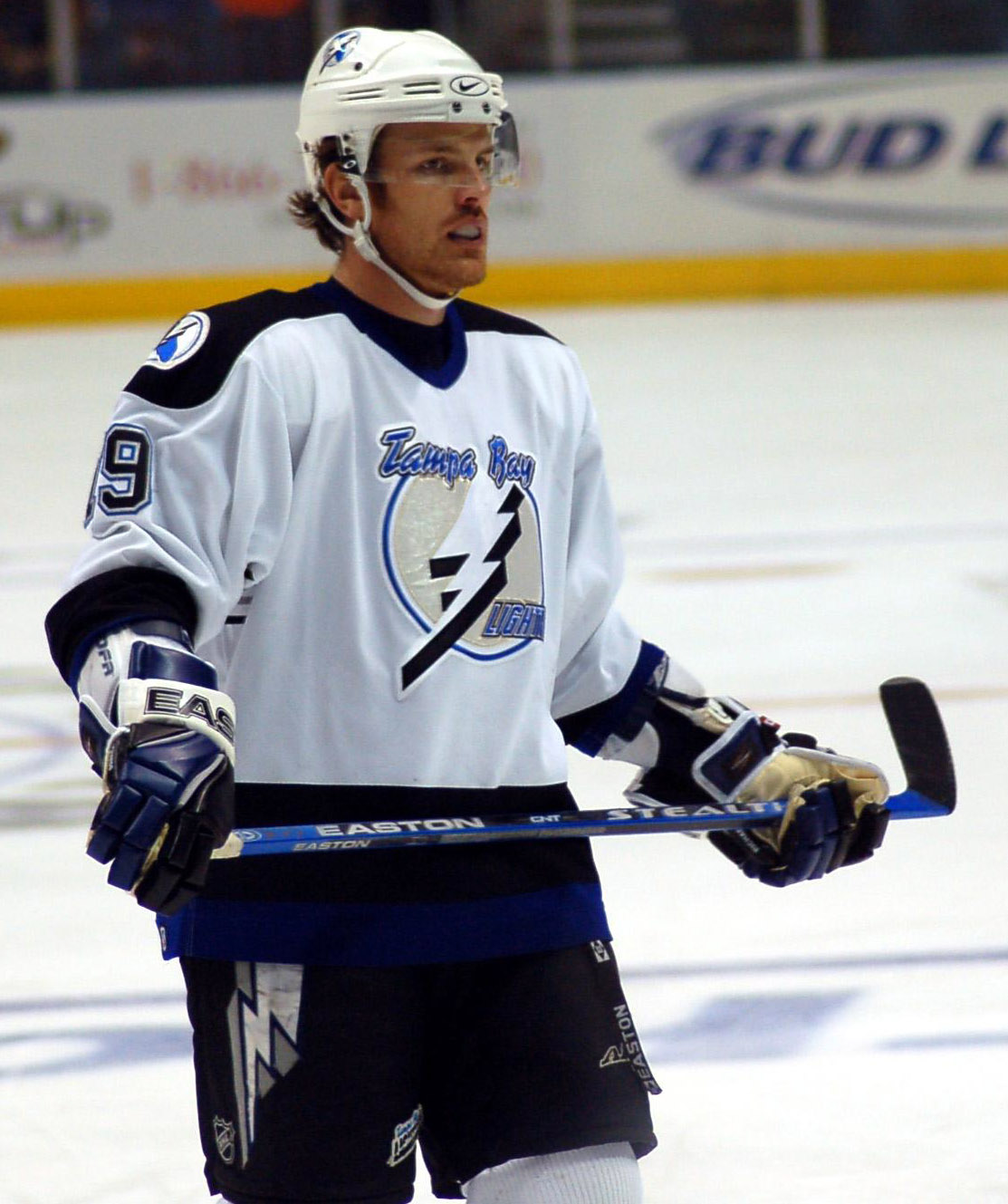
Richards még a Tampa színeiben

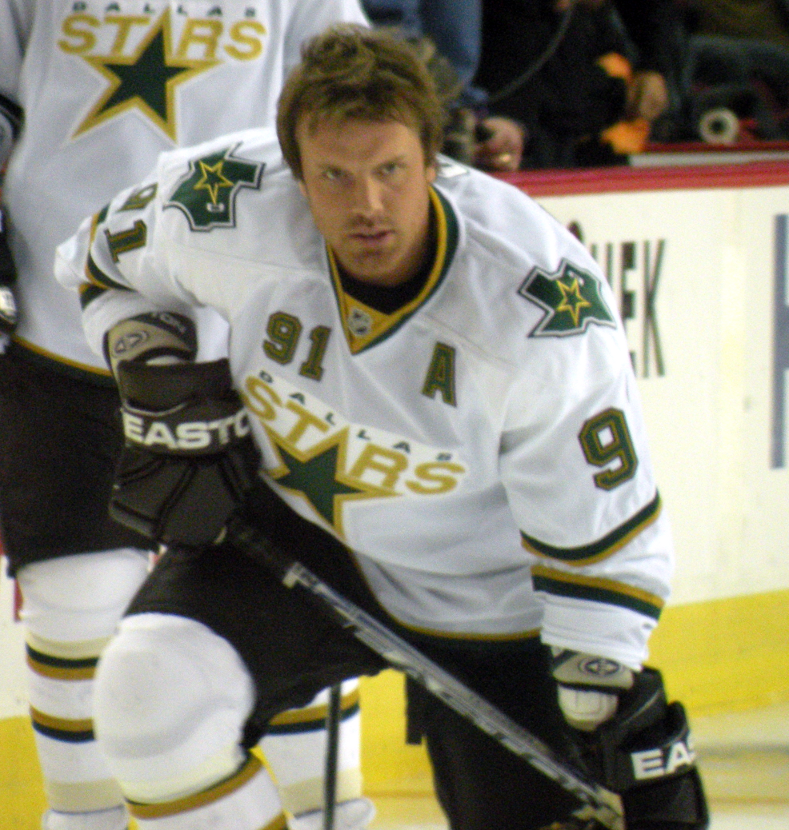
Richards a Dallas Stars mezében

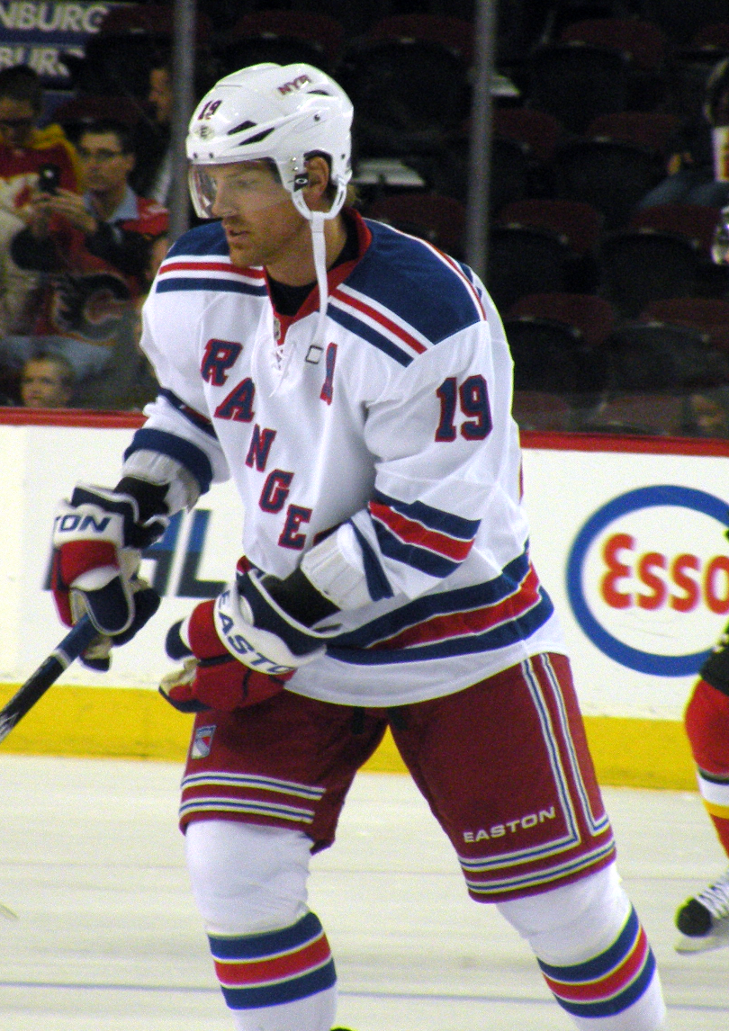
Richards a New York Rangersben 2011-ben

Bradley Glenn Richards (Prince Edward-sziget, Murray Harbour, 1980. május 2. –) kétszeres Stanley-kupa- és világkupa-győztes kanadai válogatott jégkorongozó, olimpikon.

## Junior évek
Komolyabb junior karrierjét a QMJHL-es Rimouski Océanicban kezdte 1997–1998-ban. Első szezonjában már 115 pontot szerzett. Ennek ellenére a Tampa Bay Lightning csak a harmadik kör 64. helyén választotta ki az 1998-as NHL-drafton. Még két évet játszott a juniorok között, ahol egyre több pontot szerzett és így az utolsó szezonjában 186 ponttal szinte minden egyéni kanadai junior trófeát elnyert.

## Natonial Hockey League

### Tampa Bay Lightning
2000-ben bemutatkozott a National Hockey League-ben a Tampa Bay színeiben és jó játékkal valamint 62 ponttal bekerült az Év Újonc Válogatottjába. Szezononként fejlődött a játéka és végül 2003–2004-ben a csapatot Stanley-kupa győzelemhez segítette. A rájátszásban őt választották meg az MVP-nek és még a Lady Byng-emlékkupát is el nyerte amit a legsportszerűbb játékosnak ítélnek oda az alapzakasz végén. A 2004-es rájátszásban hét darab győztes gólt ütött és ezzel új NHL rekordot állított fel (a régi rekorderek Joe Sakic és Joe Nieuwendyk voltak 6-tal). A 2004–2005-ös NHL-lockout alatt az Orosz Profi Jégkorong Ligában játszott. 2005–2006-ban már 91 pontot szerzett a Tampa színeiban. 2006-ban 39 millió dollárról szóló 5 éves szerződést írt alá a csapattal. 2006–2008 között jelentősen visszaesett a teljesítménye és a +/- mutató is rosszak voltak.

### Dallas Stars
2008. február 28-án az átigazolási időszak lejárta előtt a Dallas Stars leigazolta őt és Johan Holmqvistet Mike Smithért, Jeff Halpernért, Jussi Jokinenért és egy negyedik körös 2009-es draftjogért. Az első mérkőzésén a Dallas színeiben új NHL-rekordot állított fel, mint az első mérkőzésen a legtöbb asszisztot adó játékos (5). 2008-ban a Dallasszal a rájátszásban a konferencia döntőig jutott, amiben neki is nagy szerepe volt. Ebben a rájátszásban beállított egy NHL-rekordot: a legtöbb pont egy harmad alatt (4). Ezt a San Jose Sharks ellen érte el a második mérkőzésen. 2008–2009-ben a Dallas hullámzó teljesítményt nyújtott és nem jutott be a rájátszásba: rengeteg volt a sérűlt játékos és Richards is kihagyott 26 mérkőzést. A 2009–2010-es szezonban Richards nagyon jól játszott. 80 mérkőzésen 91 pontot szerzett ezzel megismételte élete legjobb idényét bár a +/- mutatója csak -12-es volt. A sok pontja ellenére a csapat megint nem jutott be a rájátszásba. Richardsot a szezon végén ismét jelölték a Lady Byng-emlékkupára. A 2010–2011-es szezonban volt egy kisebb sérülése, ami miatt 10 mérkőzésen nem lépett jégre és így 72 mérkőzésen 77 pontot szerzett, ami a 10. legjobb volt a ligában. Jó játéka ellenére a csapat ismét nem jutott be a rájátszásba és az egész idény alatt felröppentek azok a hírek, hogy Richards el fogja hagyni a dallasi csapatot.

### New York Rangers
Richards a holtszezonban szabadügynök lett és 2011. július 2-án elfogadta a New York Rangers kilenc évre szóló 60 millió $-os szerződését.

### Chicago Blackhawks
2014 július elsején viszont aláírt a Chicago Blackhawks-hoz. Egyéves szerződést kötött 2.000.000 dolláros fizetésért. Megérte szerződtetni, mert korábbi csapata a Tampa Bay Lightning ellen győztek a Stanley kupa döntőjében.
Detroit Red Wings.
Egy évvel később viszont már Detroitban találjuk. Szintén július elsején egyéves szerződést kötött a korábbi többszörös bajnokkal. Fizetése 3.000.000 dollár, amely elérheti a 4.000.000 dollárt is ha a rájátszásban sikeresen szerepel a csapat.
A Red Wings frissen megszerzett centerének mindig is a 19-es volt a mezszáma, ezt használta Tampában, majd New Yorkban is. Dallasban és Chicagóban azonban erre nem volt lehetősége, váltania kellett, ezért megfordította a sorrendet. A Blackhawksban ugyanis Jonathan Toews viseli a 19-es dresszt, a Stars pedig 1987-ben visszavonultatta a számot. Detroitban azonban kicsit más volt a helyzet. A 19-es számot Steve Yzerman karrierje befejeztével felhúzták a mennyezetre a 91-est viszont nem adták ki azóta, amióta Szergej Fjodorov elment a csapatból. Elviekben tehát szabad volt, így mindenki kíváncsi várta, hogy Richards vajon megörökölheti-e a mezét.
A 36 éves center helyzetét rontotta, hogy július elsejei leigazolása előtt három nappal választották be az orosz játékost a Halhatatlanok Csarnokába. Richards megszerzése után egy nappal a Detroit elébe ment mindenféle találgatásnak és váratlanul bejelentette, hogy visszavonultatja Fjodorov mezét. Nem mintha nem érdemelné meg, de ez a fordulat váratlanul ért mindenkit, ezért Richardsnak új szám után kellett nézni. Adta volna magát a 90-es, ám a tulajdonos és kicsit babonás Ilitch család közbelépett, mert ez a szám eddig senkinek sem hozott szerencsét a csapatnál, 2010-ben Mike Modano, 2013-ban Stephen Weiss bukott meg vele. Előbbi egy súlyos sérülés miatt majdnem kihagyta az egész szezont, utóbbi pedig nem töltötte ki a szerződését, két év után ki kellett vásárolni. Richards így a 17-es számot választotta, amelyet Gordie Howe viselt elsőként a csapat történetében pályafutása első két évében, Mr. Hockey ugyanis csak 1948-ban váltott a legendás kilences mezre.
Richards a 42. játékos, aki 17-es a dresszben lép majd jégre a Detroit színeiben, utoljára David Legwand hordta 2014-ben.

## Nemzetközi szereplés
Első komolyabb nemzetközi játéka a 2000-es U20-as jégkorong-világbajnokság volt. Ekkor a kanadai válogatottal bronzérmet nyert. A következő évben már a felnőtt válogatott tagja volt de ebben az évben nyertek érmet a kanadaiak. Legközelebb csak a 2004-es jégkorong-világkupán lett kerettag és ebben az évben aranyérmet nyert. Két évvel később játszhatott a 2006. évi téli olimpiai játékokon a jégkorongtornán, ám a kanadai csapat gyenge játékkal csak a 7. lett.

## Karrier statisztika

### Klubcsapat
| 1997–1998         | Rimouski Océanic    | QMJHL             | 68   | 33  | 82  | 115 | —   | 44  | 19  | 8  | 24 | 32 | —  | 2  |
| 1998–1999         | Rimouski Océanic    | QMJHL             | 59   | 39  | 92  | 131 | —   | 55  | 11  | 9  | 12 | 21 | —  | 6  |
| 1999–2000         | Rimouski Océanic    | QMJHL             | 63   | 71  | 115 | 186 | +80 | 69  | 12  | 13 | 24 | 37 | —  | 16 |
| 2000–2001         | Tampa Bay Lightning | NHL               | 82   | 21  | 41  | 62  | -10 | 14  | —   | —  | —  | —  | —  | —  |
| 2001–2002         | Tampa Bay Lightning | NHL               | 82   | 20  | 42  | 62  | -18 | 14  | —   | —  | —  | —  | —  | —  |
| 2002–2003         | Tampa Bay Lightning | NHL               | 80   | 17  | 57  | 74  | +3  | 24  | 11  | 0  | 5  | 5  | -3 | 12 |
| 2003–2004         | Tampa Bay Lightning | NHL               | 82   | 26  | 53  | 79  | +14 | 12  | 23  | 12 | 14 | 26 | +5 | 4  |
| 2004–2005         | Ak Barsz Kazany     | RSL               | 6    | 2   | 5   | 7   | +2  | 16  | —   | —  | —  | —  | —  | —  |
| 2005–2006         | Tampa Bay Lightning | NHL               | 82   | 23  | 68  | 91  | 0   | 32  | 5   | 3  | 5  | 8  | -5 | 6  |
| 2006–2007         | Tampa Bay Lightning | NHL               | 82   | 25  | 45  | 70  | -19 | 23  | 6   | 3  | 5  | 8  | -4 | 6  |
| 2007–2008         | Tampa Bay Lightning | NHL               | 62   | 18  | 33  | 51  | -25 | 15  | —   | —  | —  | —  | —  | —  |
| 2007–2008         | Dallas Stars        | NHL               | 12   | 2   | 9   | 11  | -2  | 0   | 18  | 3  | 12 | 15 | +1 | 8  |
| 2008–2009         | Dallas Stars        | NHL               | 56   | 16  | 32  | 48  | -4  | 6   | —   | —  | —  | —  | —  | —  |
| 2009–2010         | Dallas Stars        | NHL               | 80   | 24  | 67  | 91  | -12 | 14  | —   | —  | —  | —  | —  | —  |
| 2010–2011         | Dallas Stars        | NHL               | 72   | 28  | 49  | 77  | +1  | 24  | —   | —  | —  | —  | —  | —  |
| 2011–2012         | New York Rangers    | NHL               | 82   | 25  | 41  | 66  | −1  | 22  | 20  | 6  | 9  | 15 | −2 | 8  |
| 2012–2013         | New York Rangers    | NHL               | 46   | 11  | 23  | 34  | +8  | 14  | 10  | 1  | 0  | 1  | -3 | 2  |
| 2013–2014         | New York Rangers    | NHL               | 82   | 20  | 31  | 51  | -8  | 18  | 25  | 5  | 7  | 12 | -2 | 4  |
| 2014–2015         | Chicago Blackhawks  | NHL               | 76   | 12  | 25  | 37  | +3  | 12  | 23  | 3  | 11 | 14 | +4 | 8  |
| QMJHL Összesített | QMJHL Összesített   | QMJHL Összesített | 190  | 143 | 289 | 432 | +80 | 168 | 42  | 30 | 60 | 90 | —  | 24 |
| NHL Összesített   | NHL Összesített     | NHL Összesített   | 1058 | 288 | 616 | 904 | -70 | 243 | 118 | 33 | 57 | 90 | -9 | 50 |

### Válogatott
| Év                  | Csapat              | Esemény               | Eredmény            |    | MSz | G | A  | P | B |
| ------------------- | ------------------- | --------------------- | ------------------- | -- | --- | - | -- | - | - |
| 2000                | Kanada              | U20-as világbajnokság | Bronzérem           | 7  | 1   | 1 | 2  | 0 |   |
| 2001                | Kanada              | Világbajnokság        | 5. hely             | 7  | 3   | 3 | 6  | 0 |   |
| 2004                | Kanada              | Világkupa             | Aranyérem           | 6  | 1   | 3 | 4  | 0 |   |
| 2006                | Kanada              | Olimpia               | 7. hely             | 6  | 2   | 2 | 4  | 6 |   |
| Junior összesített  | Junior összesített  | Junior összesített    | Junior összesített  | 7  | 1   | 1 | 2  | 0 |   |
| Felnőtt összesített | Felnőtt összesített | Felnőtt összesített   | Felnőtt összesített | 19 | 6   | 8 | 14 | 6 |   |

## Díjai, elismerései
- Junior jégkorong-világbajnoki bronzérem: 2000
- CHL Az Év Játékosa Díj: 2000
- CHL Top Scorer Award: 2000
- CHL Plus/Minus Award: 2000
- CHL Első All-Star Csapat: 2000
- Jean Béliveau-trófea: 2000
- QMJHL Plus/Minus Award: 2000
- QMJHL Első All-Star Csapat: 2000
- Guy Lafleur-trófea: 2000
- Stafford Smythe-emlékkupa: 2000
- Michel Brière-emlékkupa: 2000
- Elnöki-kupa: 2000
- Memorial-kupa All-Star Csapat: 2000
- Memorial-kupa: 2000
- NHL All-Rookie Csapat: 2001
- NHL YoungStars Gála: 2002
- Stanley-kupa: 2004, 2015
- Conn Smythe-trófea: 2004
- Lady Byng-emlékkupa: 2004
- Jégkorong világkupa aranyérem: 2004
- NHL All-Star Gála: 2011